# 新川 (宇部市)
新川（しんかわ）は、山口県宇部市中心部を指す地域名称。旧・宇部村の中心地であった上宇部地区に対し、明治期以降に真締川両岸に形成された市街地全体を指す場合もあるが、本項では宇部市立新川小学校の校区（宇部市新川ふれあいセンターの管轄区域）について扱う。

## 概要

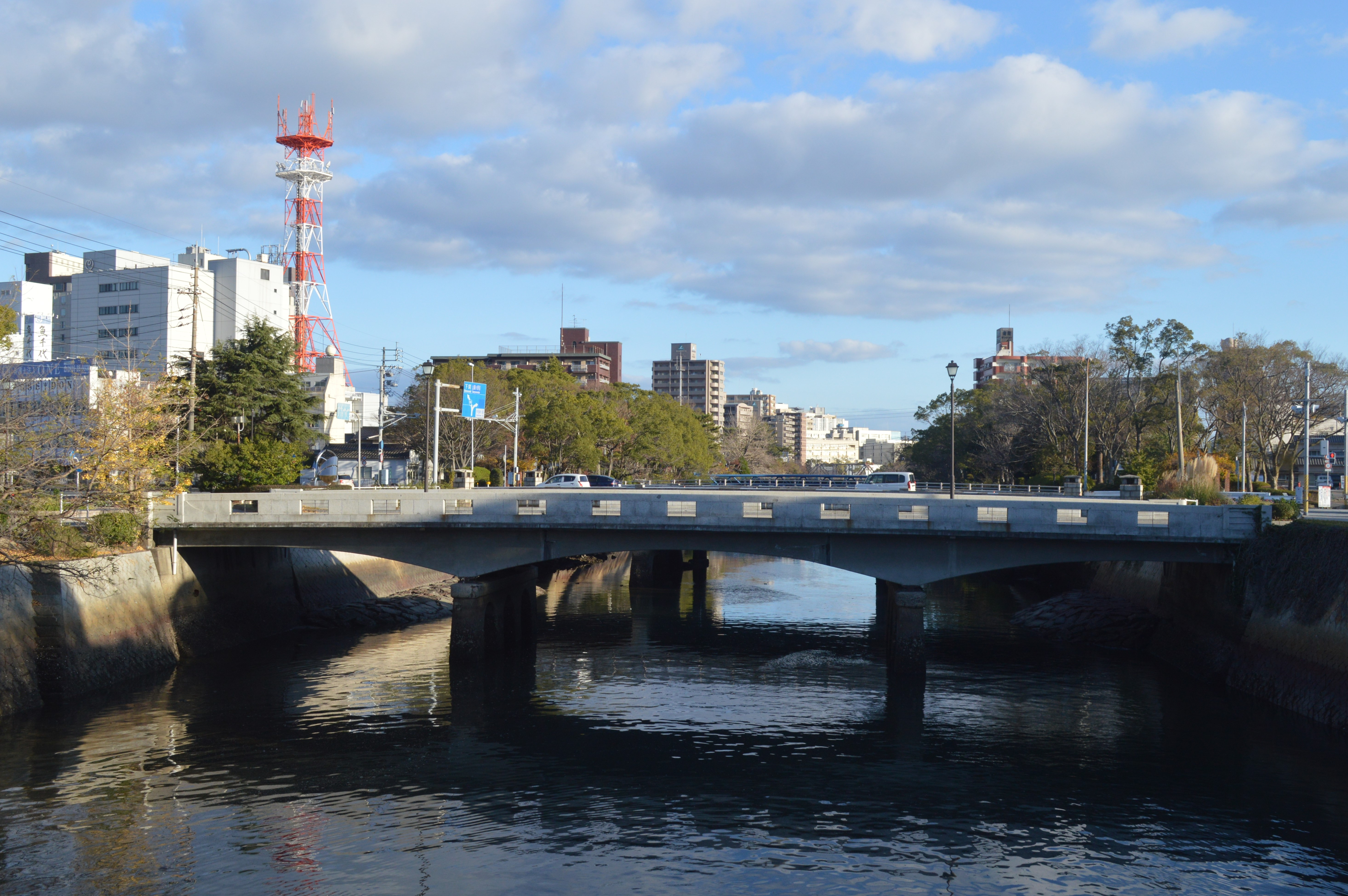
真締川

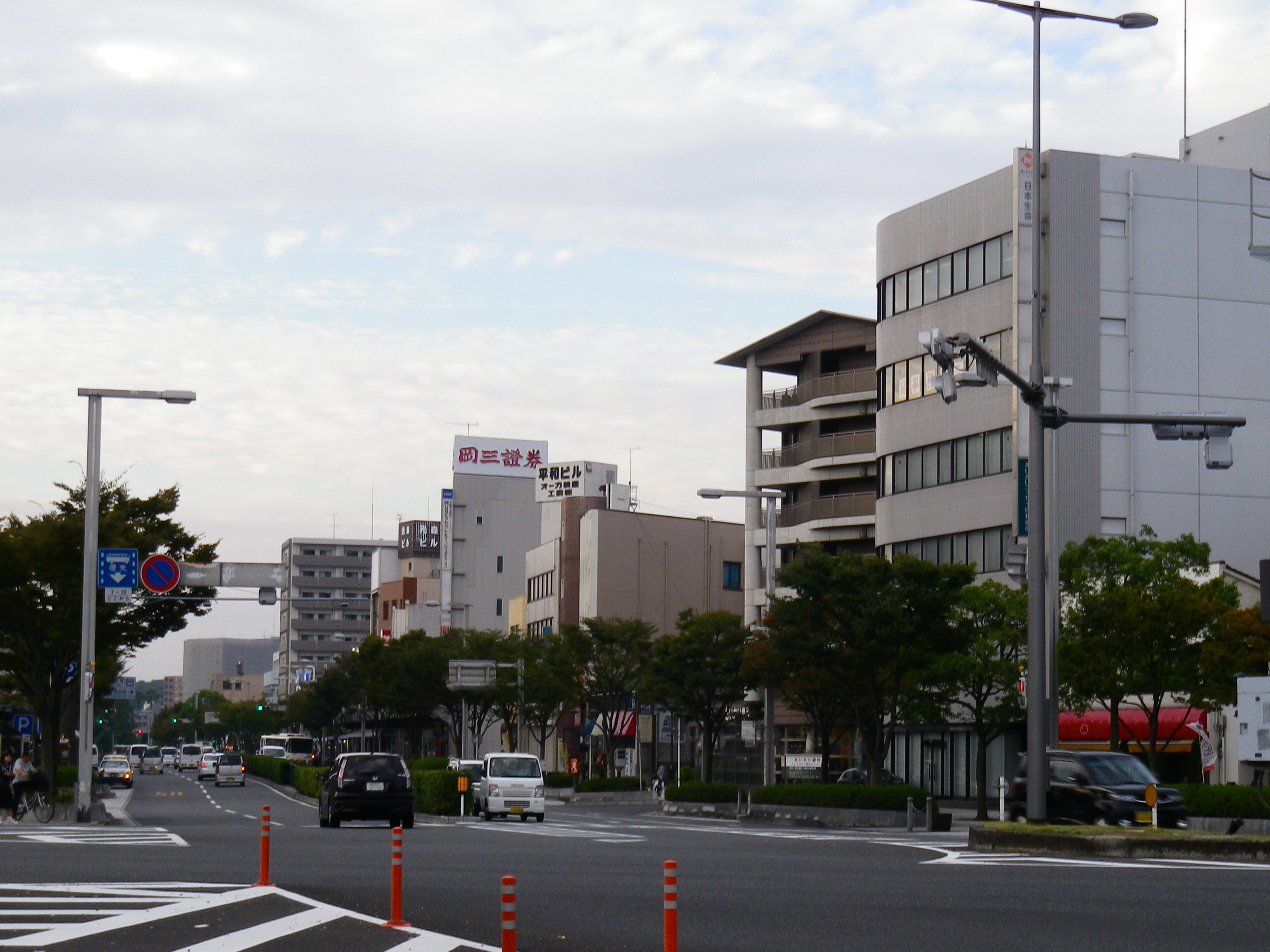
中央町交差点から見た平和通り

現在の住居表示あるいは大字の呼称としては「新川」の名称は存在しないが、一般には宇部市立新川小学校の校区に該当する、宇部市大字小串および上町・中央町・相生町・西本町・松島町・朝日町・南小串・西小串・東小串・下条・新町・島・若松町の一帯を指す。河川名としての「新川」とは現在の真締川に相当し、真締川の右岸（西側）河口付近に形成された街区である。
このエリアは元々沖の山炭鉱の北側に位置しており、後の宇部興産及び関連する施設群がこの一帯に立ち並び、そこに従事する人々が集まることで繁華街が形成されていった。宇部市の中心駅でもある宇部新川駅と宇部興産との間には宇部中央銀天街、三炭町商店街、興産通り商店街等の商店街があったが、これらは炭鉱の閉山や郊外地域への大型ショッピングセンター出店の過程で衰退し、かつての賑わいは失われている。このうち生活用品店が中心の商店街であった三炭町商店街は炭坑労働者で賑わい、アーケードも設置されていた。しかし、炭鉱が閉山し石炭産業が衰退すると歩行者通行量が急減し、まだ郊外に大型SCが出店していなかった1970年代には、既に多くの店舗が閉店していた。2006年（平成18年）末、東端の都市計画道路宇部新川駅沖ノ山線の拡幅を契機に、老朽化が進み維持も困難となっていたアーケードを撤去し、商店街組織を解散した。宇部市営バスの「三炭町入口」バス停がかつての面影を残している。
平和通り（宇部市道常盤通り宇部新川線）沿道、特に宇部中央バス停周辺では宇部興産ビル（ANAクラウンプラザホテル宇部や宇部興産関連企業等が入居、市内最高層の建築物でもある）等のオフィスビルや金融機関、マンション、ビジネスホテル等が立地し都市的土地利用が進む。一方、南部の工業地帯と接する宇部港駅跡地にはロードサイド店舗や平面駐車場があり、郊外型の土地利用が行われている。
地域内には渡辺翁記念会館や宇部市文化会館等の文化施設が立地しており、旧・宇部市立図書館（1991年10月に琴芝町へ移転）とともに宇部市における文化的拠点としての役割を担ってきた。公園の整備も進んでおり、渡辺翁記念会館の前面に広がる渡辺翁記念公園や真締川に沿って整備された真締川公園のほか、土地区画整理事業の進行に伴い蛭子公園、黄幡街区公園、内堀街区公園、浜街区公園等が設置されている。
また、山口大学医学部（小串キャンパス）内には山口大学医学部附属病院が立地しており、宇部中央病院が立地する西岐波地区と並び宇部市の医療における一拠点となっている。

## 歴史
- 1798年（寛政10年） - 新川（真締川）の付け替え工事完成。
- 1910年（明治43年）9月 - 宇部村立新川尋常小学校（現・宇部市立新川小学校）が開校。
- 1921年（大正10年）11月1日 - 厚狭郡宇部村が市制施行し、宇部市が発足する。
- 1924年（大正13年）7月 - 上水道給水開始（沖ノ山炭坑が敷設）。
- 1937年（昭和12年）7月 - 朝日町に渡辺翁記念会館が開館。
- 1950年（昭和25年） - 戦災復興都市計画による宇部復興土地区画整理事業が竣工。現在の中央町（一部）・新町・相生町・松島町にあたる街区が完成する。
- 1959年（昭和34年） - 小串土地区画整理事業が第1・5工区で着工。
- 1968年（昭和43年） - 新川駅西土地区画整理事業が着工。
- 1971年（昭和46年） - 小串土地区画整理事業の第1・5工区が竣工。南浜町・鵜の島町・若松町・朝日町にあたる街区が完成する。
- 1980年（昭和55年） - 新川駅西土地区画整理事業が竣工。現在の上町（一部を除く）にあたる街区が完成する。
- 1983年（昭和58年）11月1日 - 相生町に宇部興産ビルが開業。
- 1988年（昭和63年） - 中央町の宇部中央銀天街がアーケードおよびカラータイルをリニューアルし、銀天プラザを開設。
- 1991年（平成3年）10月 - 島の宇部市立図書館が琴芝町に移転。
- 1993年（平成5年） - 平和通り整備事業「シンボルロード駅通線」が完成。
- 1995年（平成7年） - 小串通りの再整備事業が完成。
- 2000年（平成12年）12月 - 中央町三丁目土地区画整理事業が都市計画決定。
- 2005年（平成17年）4月 - 中央町三丁目土地区画整理事業が竣工。

## 交通
道路
地域内の主要道路として、東西方向に海岸通り（国道190号）、産業道路（山口県道342号琴芝際波線および宇部市道小串通り鍋倉線）、浜バイパス（市道琴芝鍋倉町線、宇部市中心部を東西に貫く幹線道路として整備が進む都市計画道路柳ヶ瀬丸河内線の一部）等、南北方向に小串通り（宇部市道小串通り線および山口県道342号琴芝際波線）、興産通り（宇部市道宇部新川駅沖ノ山線）等が通る。
- 国道190号
- 山口県道342号琴芝際波線

鉄道
宇部新川駅は宇部市における鉄道の中心駅の役割を果たしており、「宇部駅」を名乗った時期もあった。
- JR宇部線 宇部新川駅

バス
宇部市交通局、サンデン交通、船木交通の3社が乗り入れており、いずれも地域内にある宇部新川駅または宇部中央バス停を拠点として運行されている。
- 宇部市交通局
- サンデン交通
- 船木鉄道

港湾
- 宇部港（重要港湾）

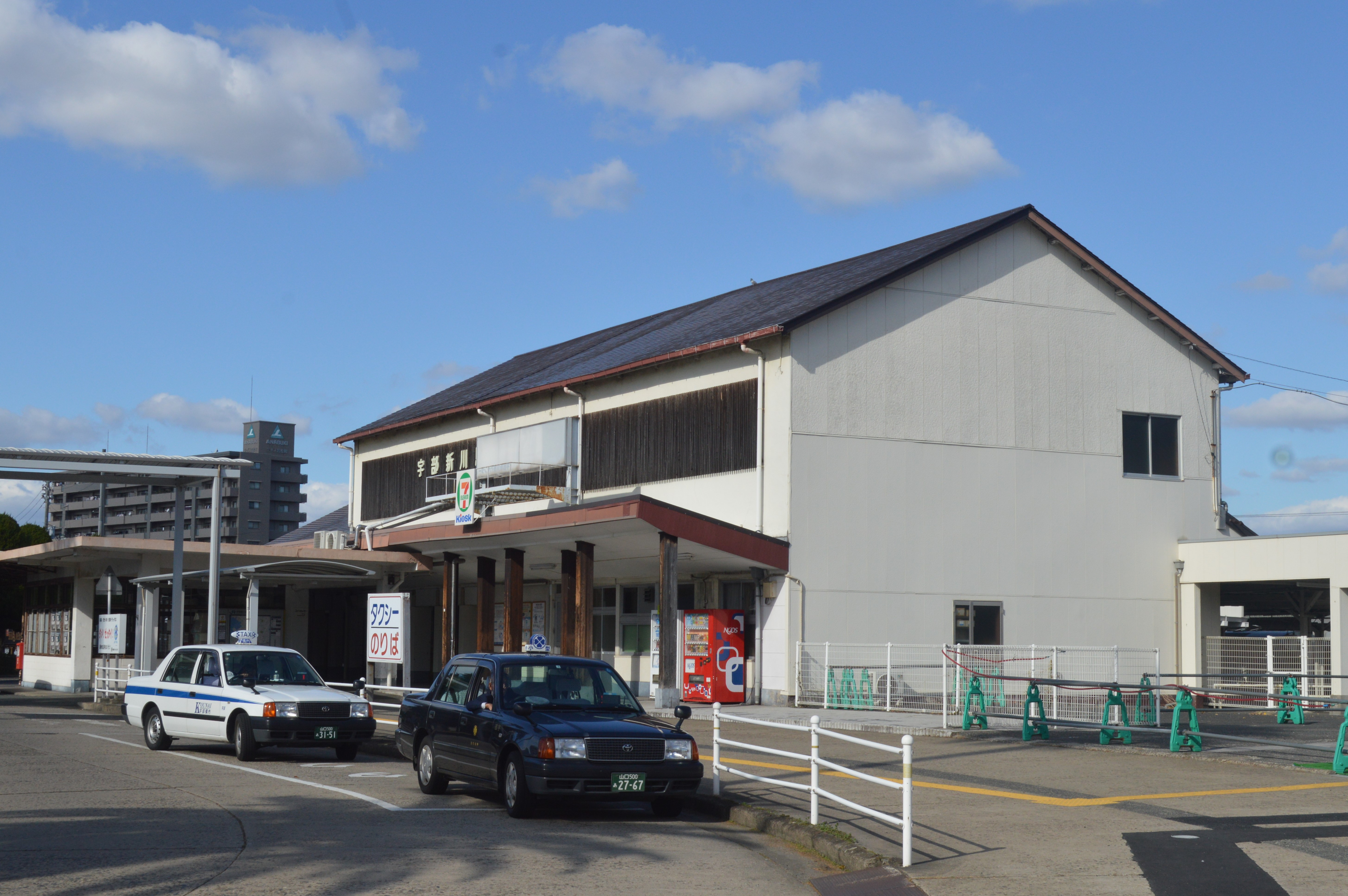
宇部新川駅
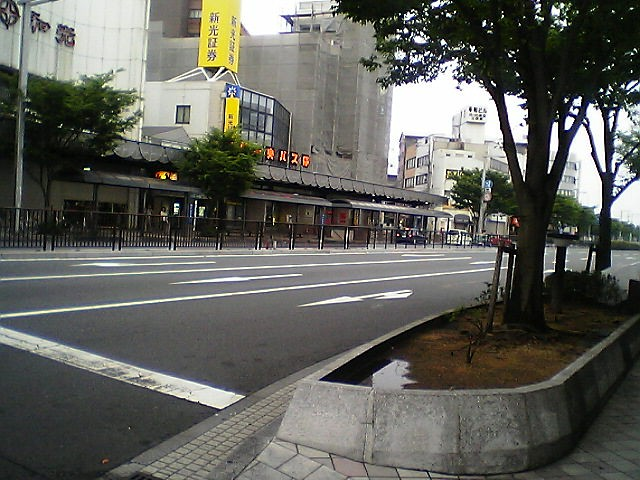
宇部中央バス停
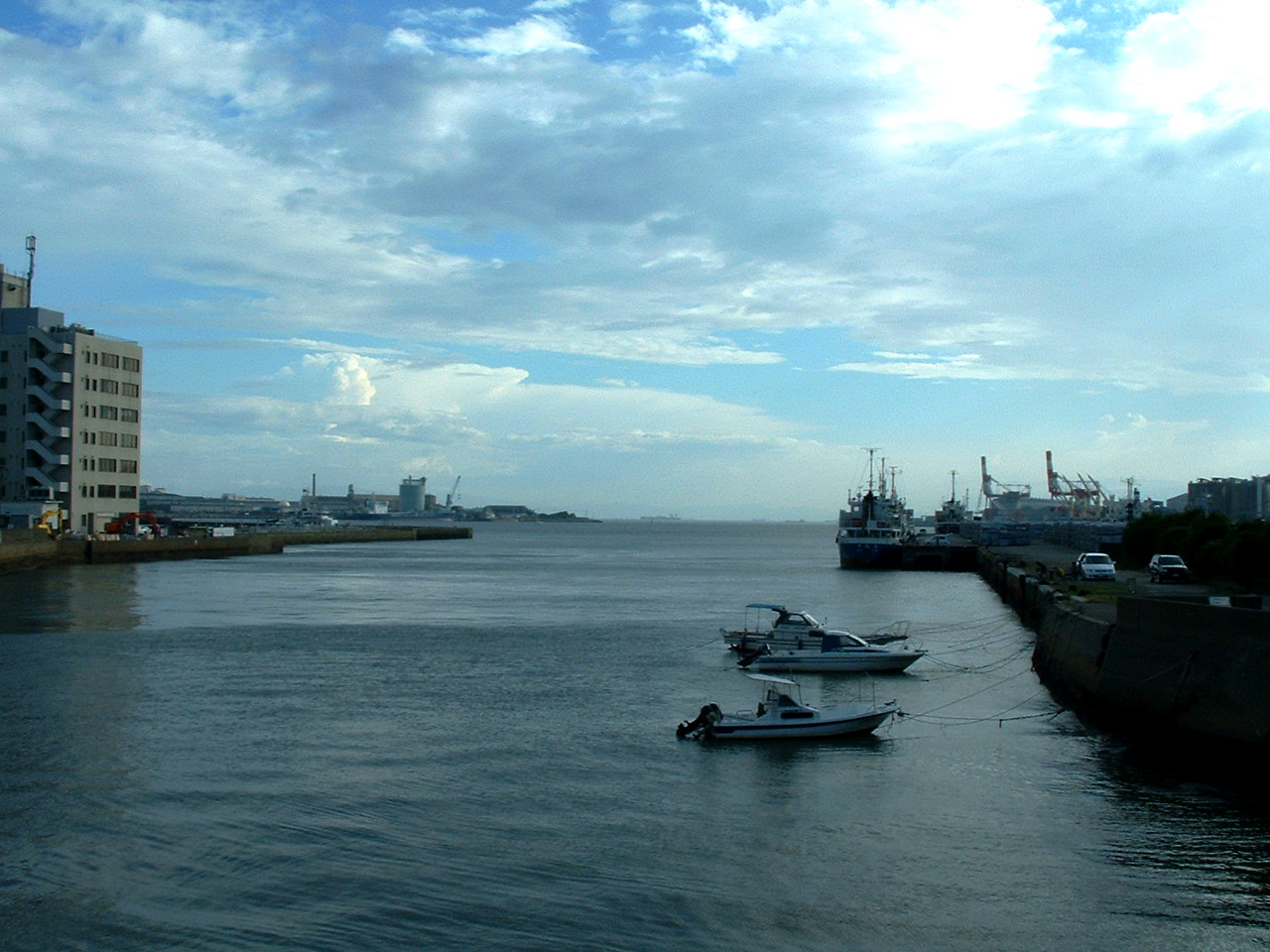
宇部港

## 教育
保育園
- 宇部市立新川保育園
- 桃山保育園

小学校
- 宇部市立新川小学校

中学校
- 宇部市立桃山中学校

大学
- 山口大学医学部（小串キャンパス）

## 文化
地域内には村野藤吾の作品である建築物が多数あり、渡辺翁記念会館は国の重要文化財に指定されている。
村野藤吾設計の建築物一覧
- 宇部興産ビル
- 宇部興産旧本社 - 2000年に取り壊された。
- 宇部市文化会館
- 渡辺翁記念会館

## 都市基盤
地域内は戦災復興都市計画による宇部復興土地区画整理事業のほか、新川駅西土地区画整理事業、小串土地区画整理事業等が行われてきたため、概ね都市基盤の整備が進んでいる。
一方、戦災での焼失を免れたことで闇市が形成され、そのまま商業地として定着していった中央町付近ではこれまで土地区画整理事業等が実施されず、狭隘な街路に老朽化した建物密集する地区となっており、防災上の問題が生じている。このため、宇部市では地権者との合意形成が行われた地区から順次都市基盤の整備を進めており、中央町三丁目土地区画整理事業が実施されたほか、中央町三丁目住宅市街地総合整備事業が事業中である。

### 小串土地区画整理事業
- 事業名：宇部市都市計画事業 小串土地区画整理事業
- 施工者：宇部市
- 事業面積：約118.9ha（変更前：約179ha）
- 施工期間：1959年度（昭和34年度） - 未定

新川地区と鵜の島地区に跨がる小串地域は、宇部復興土地区画整理事業が実施された宇部市の中心市街地に近接しており、無秩序な市街地形成を防ぎ計画的な都市基盤整備を行う必要があった。このため、宇部市は1959年（昭和34年）3月に小串土地区画整理事業施行区域約170haを都市計画決定し、同年7月に事業認可を受けた。1961年（昭和31年）以降は、合意形成を得た地区から8工区に分けて順次整備を進めており、2008年（平成20年）3月末までに1・2・5・6・8工区111.3haの事業が完了している。2011年現在、全事業面積（事業中止した第3・4工区を除く118.9ha）に対する進捗率は93.6%である。
宇部市は当初、2015年（平成27年）までに全工区の事業を完了させるとしていたが、財政難等の事情から第3工区および第4工区（桃山地区）では都市計画から半世紀が経過したものの事業に着手できず、周辺と比べて都市基盤の整備が立ち後れていた。このため、桃山地区では土地区画整理事業を中止し、下水道や区画道路などといった生活インフラの整備を優先して行う都市再生整備事業に切り替える機運が高まり、2006年（平成18年）3月には地区内地権者の9割に相当する数の署名とともに、宇部市に対し事業中止と代替の環境整備事業実施を求める要望書を提出した。これを受け、市は同年12月に都市計画を変更し、同工区の土地区画整理事業の施工中止を決定した。
都市計画変更に伴い、小串土地区画整理事業としての施工区域は約179haから約118.9haとなった。2011年現在、第7工区のみが未着工であるが、財政難等の理由から着工の見通しは立っておらず、事業完了時期は未定である。
小串土地区画整理事業工区一覧
| 工区       | 事業期間            | 事業区域面積（ha） | 現在の地名                       |
| ---------- | ------------------- | ------------------ | -------------------------------- |
| 第1・5工区 | 1959年度 - 1971年度 | 31.6               | 南浜町・鵜の島町・若松町・朝日町 |
| 第6工区    | 1968年度 - 1980年度 | 29.6               | 浜町・小松原町                   |
| 第2工区    | 1981年度 - 1998年度 | 22.7               | 島・南小串・下条                 |
| 第8工区    | 1995年度 - 2007年度 | 27.4               | 西小串・東小串・南小串           |
| 第7工区    | 未着工              | 7.6                | 島                               |
| 第3・4工区 | 事業中止            | -                  | 大字小串                         |

本事業で整備された主な都市施設
- 道路
  - 宇部市都市計画道路 宇部新川駅浜通り線（市道宇部新川駅浜通り線）
  - 宇部市都市計画道路 小串神原線（市道小串神原線）
  - 宇部市都市計画道路 小串中央線（山口県道342号琴芝際波線、市道小串通り線）
  - 宇部市都市計画道路 中山西本町線（市道小松原通り線）
  - 宇部市都市計画道路 鍋倉草江線（市道小串通り鍋倉線、山口県道342号琴芝際波線）
  - 宇部市都市計画道路 真締川西通線（市道真締川西通線）
  - 宇部市都市計画道路 柳ヶ瀬丸河内線（市道琴芝鍋倉町線）
  - 宇部市都市計画道路 若松線（市道島下条線）
- 公園
  - 内堀街区公園
  - 蛭子公園
  - 黄幡街区公園
  - 浜街区公園
  - 真締川公園

### 都市再生整備事業（桃山地区）
土地区画整理事業の中止に伴う代替事業として、2007年（平成19年）より整備に着手しており、基幹事業として都市計画道路中山西本町線、都市計画道路小串神原線、幅員6mの区画道路の整備、照明施設の設置等が実施中である。このほか、生活道路、指定水路、下水道の整備、宅地造成整備、地区内の住居表示等の事業が2016年度（平成28年度）までに完了する予定である。

### 新川駅西土地区画整理事業
宇部市が事業主体となり、小串土地区画整理事業第6工区と同時に施工した。

### 中央町三丁目土地区画整理事業（第一地区）
宇部市が2000年（平成12年）3月に策定した「宇部市中心市街地活性化基本計画」に基づき、地区の定住人口の回復と商業機能の再編等を目的に市が事業主体となり施工した。

### 中央町三丁目住宅市街地総合整備事業（第二地区）
防災安全面で問題が生じている、老朽化した家屋や店舗が密集する地区の早急な面的整備を実施するため、2008年（平成20年）より宇部市が事業主体となって施工している。

## 主な施設
| 行政機関・公共施設 - 宇部警察署新川交番 - 宇部市新川ふれあいセンター - 宇部市西部体育館 - 宇部市武道館 - 宇部市メディカルクリエイティブセンター - 宇部地方合同庁舎 金融機関 - 岡三証券宇部支店 - 西京銀行宇部支店 - 信用組合広島商銀宇部支店 - 西中国信用金庫（宇部地区本部、宇部支店、宇部新川支店） - みずほ証券宇部支店 - 山口銀行西新川支店 郵便局 - 宇部新川駅前郵便局 - 宇部山大病院内郵便局 - 桃山簡易郵便局 商業施設 - セブン-イレブン（宇部小串台店、宇部島2丁目店、宇部中宇部店、宇部若松町店、宇部下条2丁目店） - TSUTAYA（宇部店） - ショッピングまるき小松原通り店 - トライアル宇部中央店 - ルナーレ（旧・宇部東宝） - ローソン（宇部東小串二丁目店、宇部松島町店、宇部中央一丁目店） - ファミリーマート（宇部若松町店） 商店街 - 相生町商店街 - 宇部中央壱番街 - 宇部中央銀天街 - 宇部中央バス停商店街 - 興産通り商店街 - 新川駅前商店街 - 松島町商店街 飲食店 - CoCo壱番屋宇部中央町店 医療機関 - 宇部記念病院 - 山口大学医学部附属病院 | 主な企業 - 宇部興産ビル - アシスト宇部サポートセンター - 宇部興産宇部本社 - 宇部マテリアルズ本社 - 宇部情報システム本社 - JTB中国四国宇部支店 - 中国電力宇部営業所 - NTT西日本宇部電話交換所 ホテル - ANAクラウンプラザホテル宇部（宇部興産ビル） - 岡本旅館 - 国際ホテル宇部 - スーパーホテルCity宇部 - ビジネスホテルアクセス - OYOビジネスホテル新川 - ビジネスホテルみつや - ビジネスホテル山田屋別館 - ビジネス旅館駅前 - ホテルニューガイア宇部 - 八木旅館 - ABホテル宇部新川 文化施設 - 宇部市文化会館 - 宇部市立郷土資料館 - 宇部市立図書館附属資料館 - 渡辺翁記念会館 塾 - 宇部進学教室宇部本部 - 宇部進個別学院宇部校 - 欧州塾宇部校 - 東進衛星予備校宇部新川校 - 能力開発センター宇部本校 交通拠点 - 宇部港 - 宇部新川駅 - 宇部中央バス停 公園 - 黄幡公園 - 蛭子公園 - 真締川公園 - 渡辺翁記念公園 |

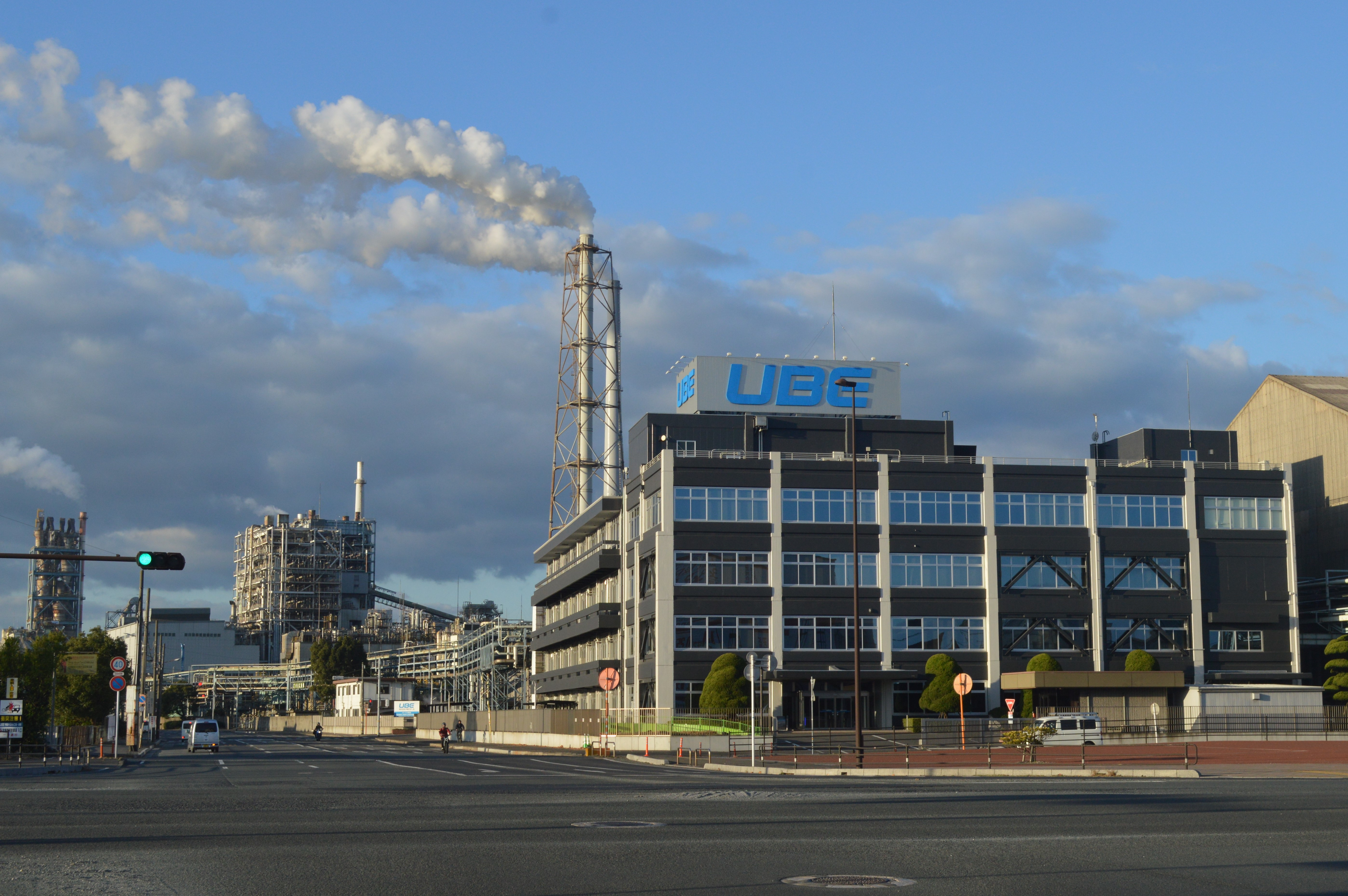
宇部興産宇部本社
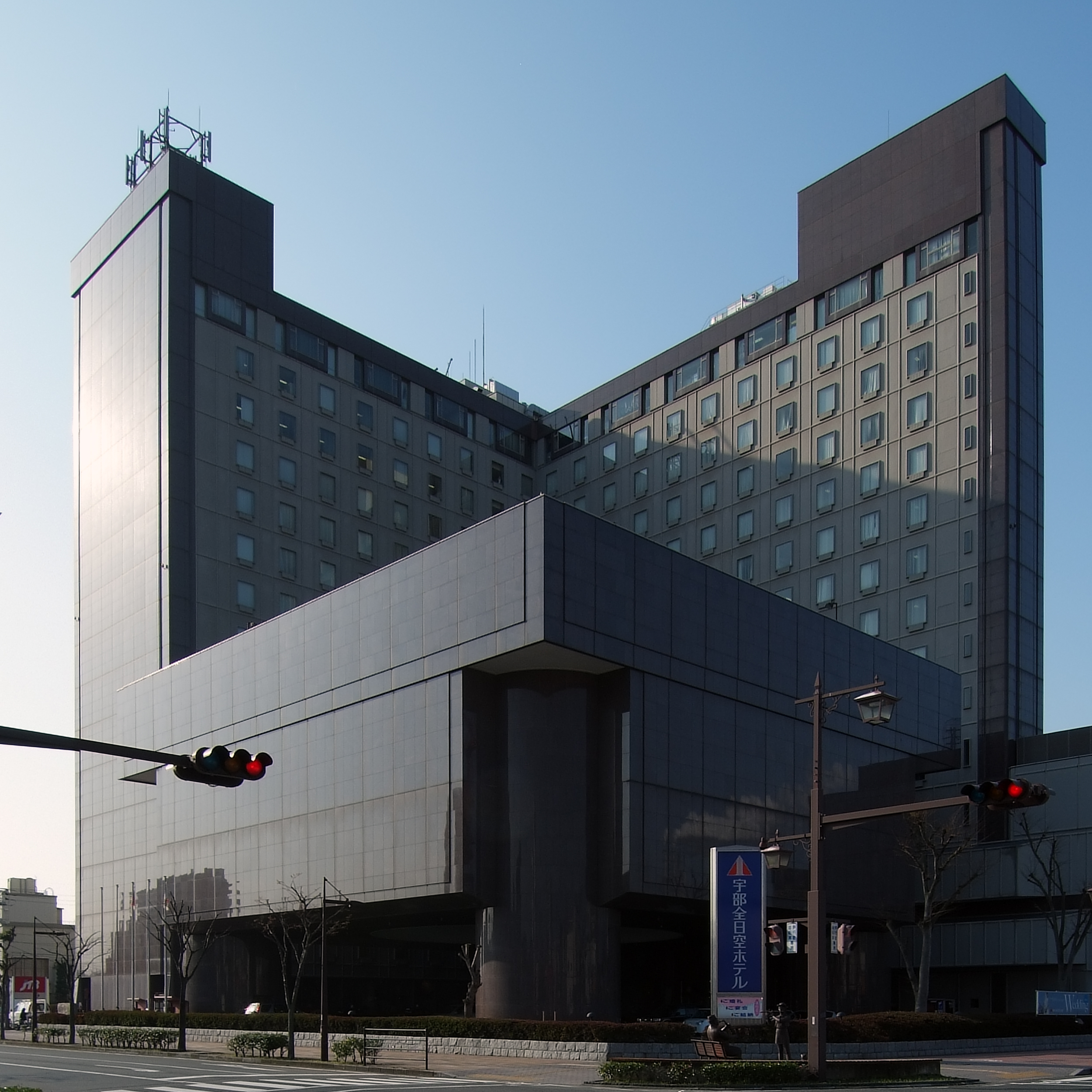
宇部興産ビル （ANAクラウンプラザホテル宇部）
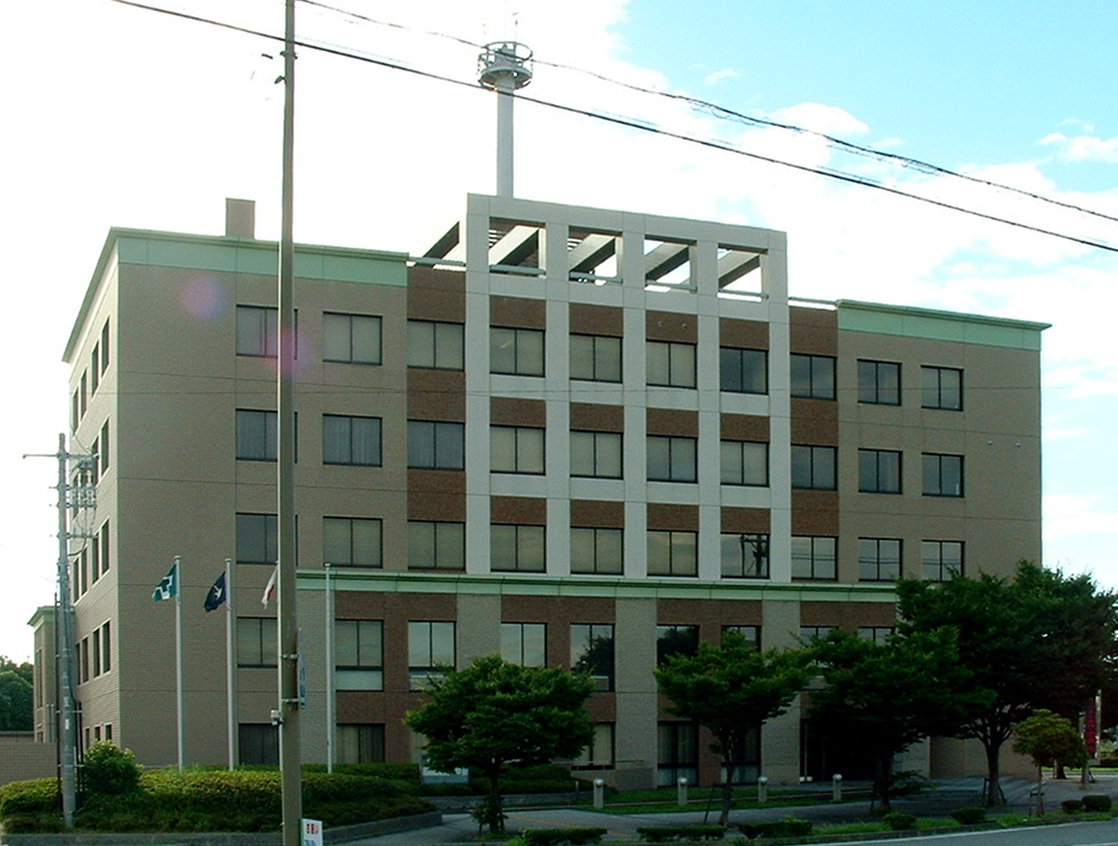
宇部地方合同庁舎
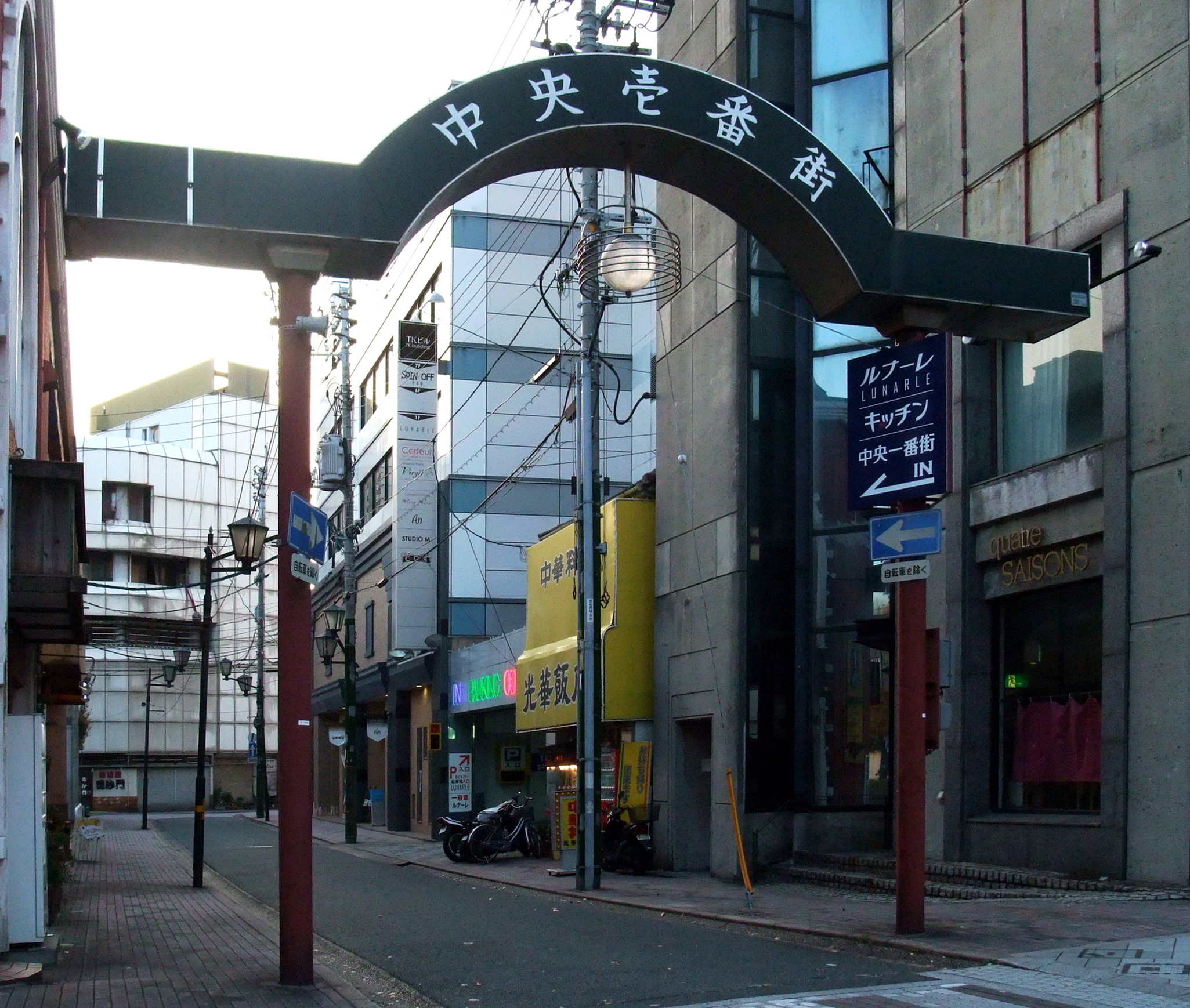
宇部中央壱番街
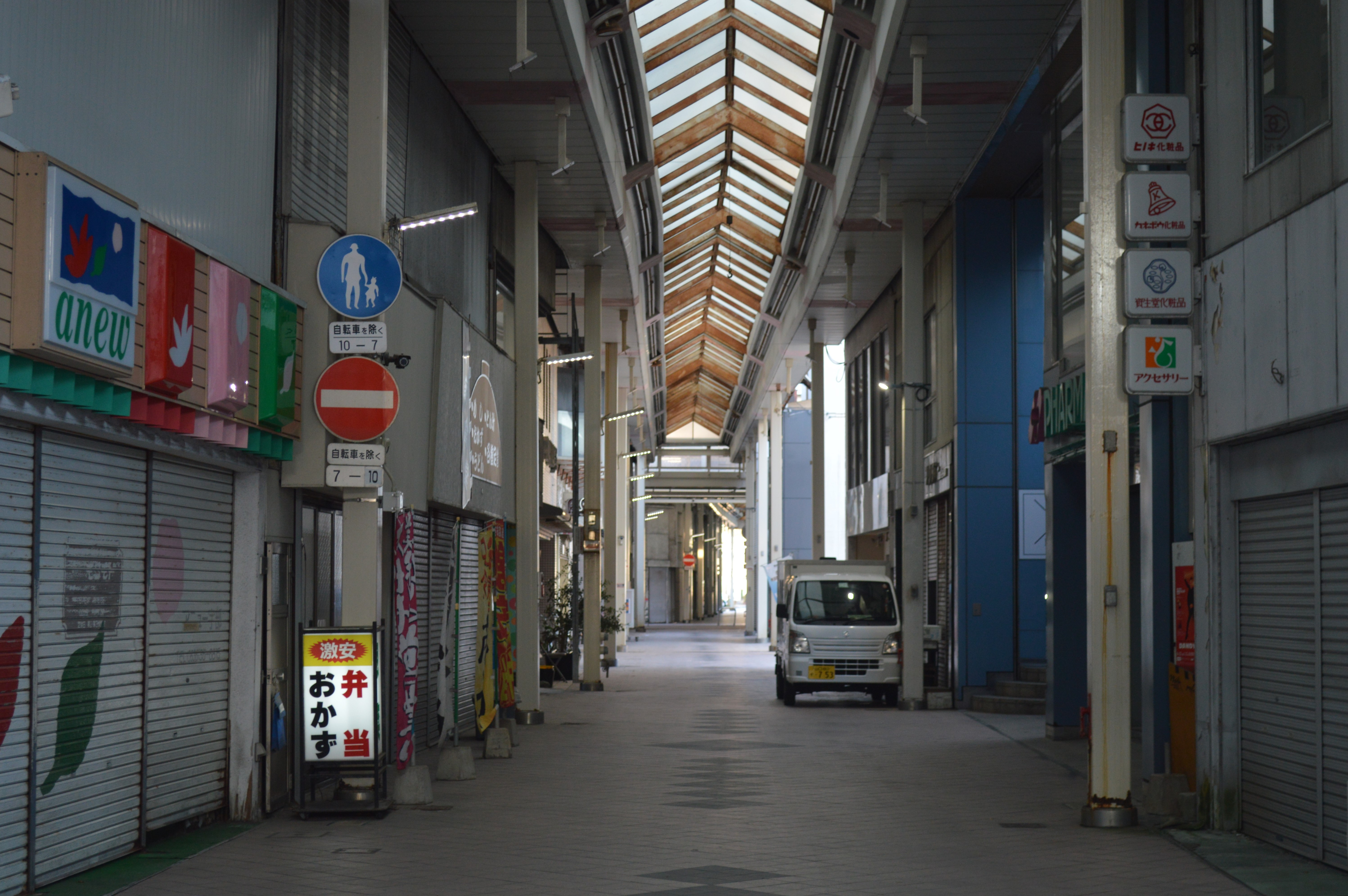
宇部中央銀天街
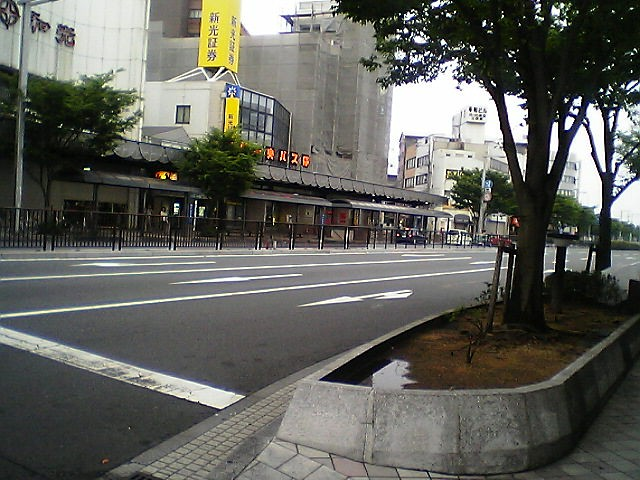
宇部中央バス停
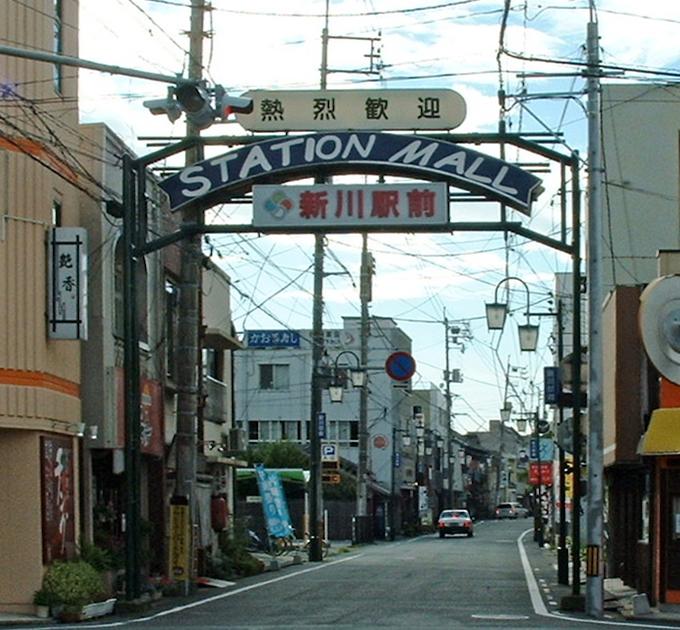
新川駅前商店街
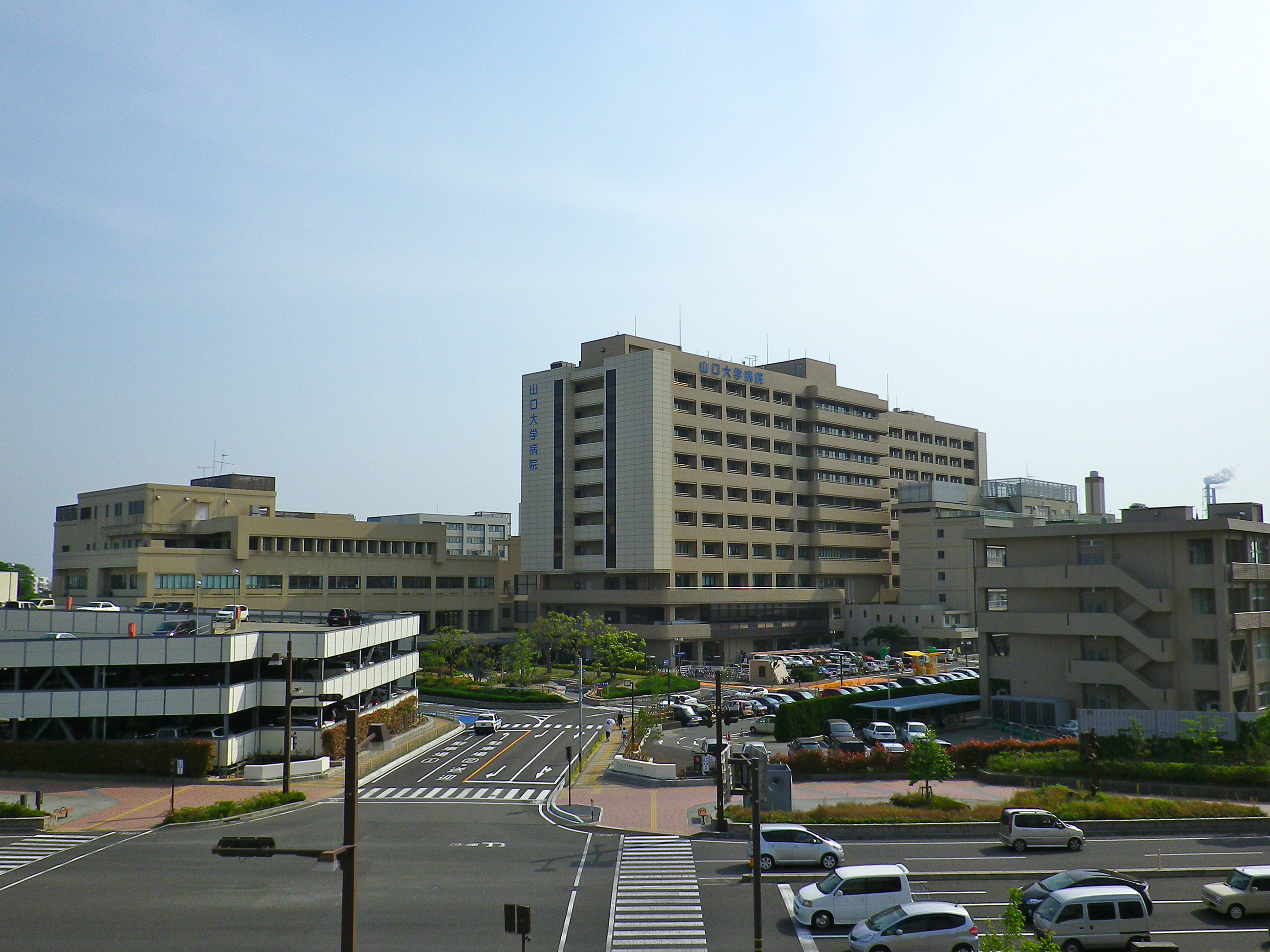
山口大学医学部附属病院
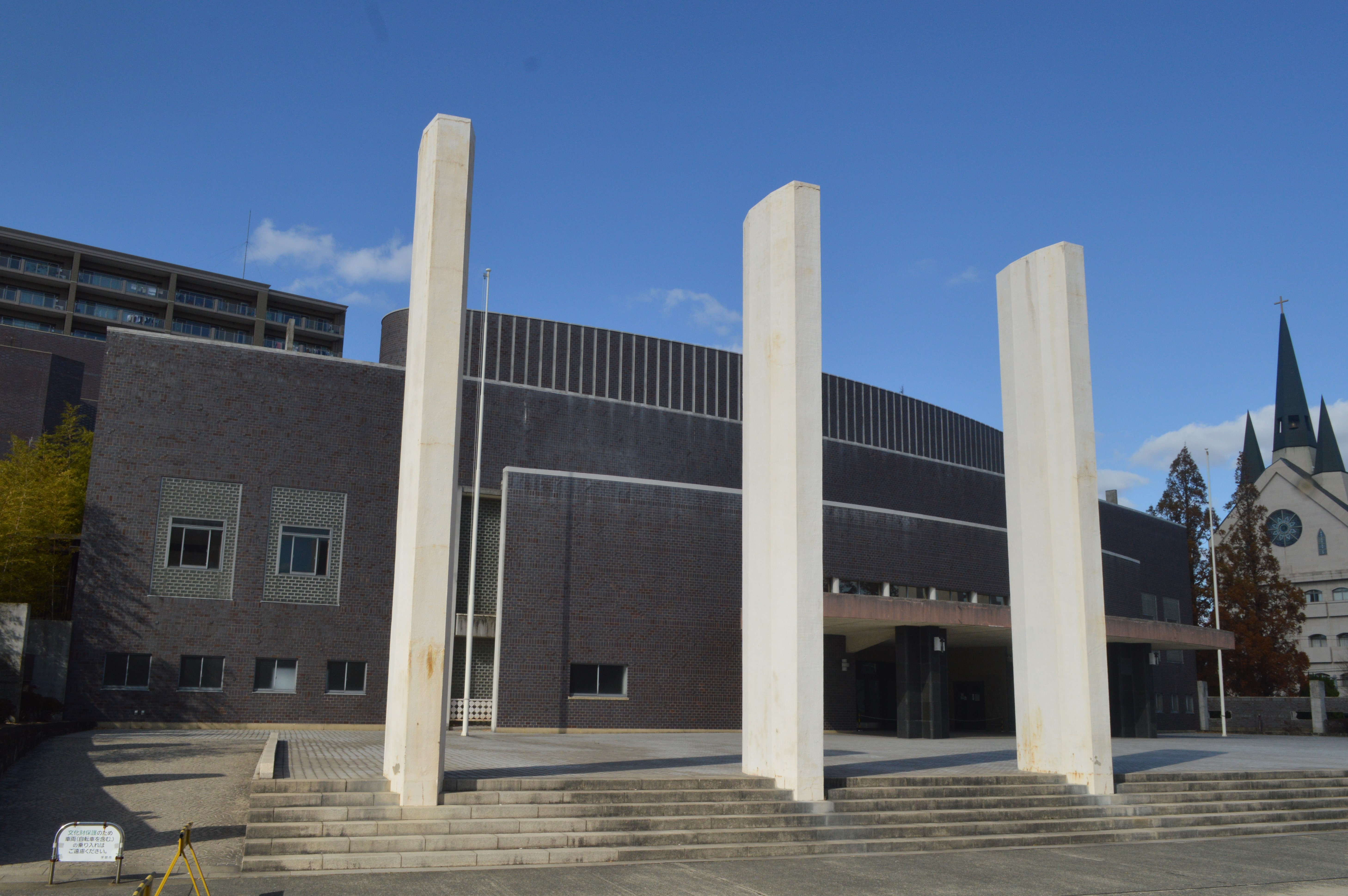
渡辺翁記念会館